# Solanum acerifolium
Solanum acerifolium é uma espécie do gênero Solanum.
Solanum acerifolium foi registrada em mata ciliar na seguinte unidade de conservação do DF: Reserva Ecológica do IBGE.

## Taxonomia
Os seguintes sinônimos já foram catalogados:  
- Solanum arcuatum  Sendtn.
- Solanum hastatum  Mart. ex Sendtn.
- Solanum luteovirescens  Dunal

## Forma de vida
É uma espécie terrícola e subarbustiva.

## Descrição
| Caule                | Caule                                         |
| -------------------- | --------------------------------------------- |
| tipo                 | não radicante não tuberoso                    |
| acúleo               | presente                                      |
| simpódio             | com 2 folha não geminada/com 2 folha geminada |
| Folha                |                                               |
| pecíolo              | não volúvel                                   |
| lâmina               | lobada ou pinatifida                          |
| face adaxial tricoma | simples                                       |
| face abaxial tricoma | simples                                       |
| Inflorescência       |                                               |
| cimeira              | simples ou não furcada                        |
| pedúnculo            | presente                                      |
| posição              | opositifolia ou lateral                       |
| Flor                 |                                               |
| cálice               | lobado                                        |
| corola               | estrelada                                     |
| antera               | atenuada                                      |
| conectivo            | não espessado                                 |
| Fruto                |                                               |
| cálice               | não acrescente                                |
| cor                  | verde ou branca                               |
| formato              | orbicular                                     |
| pericarpo            | glabro                                        |
| Semente              |                                               |
| ala                  | presente                                      |
| formato              | achatado reniforme                            |

## Distribuição
A espécie é encontrada nos estados brasileiros de Bahia, Ceará, Espírito Santo, Goiás, Minas Gerais, Mato Grosso do Sul, Pernambuco, Rio de Janeiro, Rondônia e São Paulo.
Em termos ecológicos, é encontrada nos  domínios fitogeográficos de Floresta Amazônica, Caatinga, Cerrado e Mata Atlântica, em regiões com vegetação de áreas antrópicas, floresta estacional semidecidual e floresta ombrófila pluvial.